# Departamento de Pichi Mahuida
Departamento de Pichi Mahuida är en kommun i Argentina.   Den ligger i provinsen Río Negro, i den södra delen av landet, 800 km sydväst om huvudstaden Buenos Aires.
Omgivningarna runt Departamento de Pichi Mahuida är i huvudsak ett öppet busklandskap. Trakten runt Departamento de Pichi Mahuida är nära nog obefolkad, med mindre än två invånare per kvadratkilometer.